# Dziewczyny Cheetah
Dziewczyny Cheetah (ang. The Cheetah Girls) – amerykańsko–kanadyjski film pełnometrażowy z 2003 roku. Film oparty jest na podstawie książki Deborah Gregory. Film został wyemitowany także w Polsacie 1 marca 2009 roku. Film został wyemitowany z polskim dubbingiem na antenie Disney Channel 9 lipca 2012 roku.

## Opis fabuły
Dziewczęta mają wystąpić w szkolnym konkursie talentów. Gdy nadchodzi próba, po udanym wykonaniu piosenki Dziewczyny Cheetah spotykają Jackala Johnsona (piosenkarza i krytyka). Jackalowi spodobała się piosenka i proponuje, aby dziewczyny wystąpiły w reklamie. Galleria Garibaldi staje się coraz bardziej samolubna i dziewczyny (Aquanette, Dorinda oraz Chanel) wyrzucają ją z zespołu. Jednak po historii z Toto (pies Gallerii) dziewczęta są nadal jednym zespołem, nagrywają płytę oraz dostają szansę na karierę.

## Obsada
- Raven-Symoné Christina Pearman – Galleria Garibaldi
- Adrienne Bailon – Chanel Simmons
- Sabrina Bryan – Dorinda Thomas
- Kiely Williams – Aquanette Walker
- Lori Anne Alter – Juanita Simmons
- Lynn Whitfield – Dorothea Garibaldi
- Vince Corazza – Jackal Johnson
- Kyle Schmid – Derek
- Sandra Caldwell – Drinka
- Juan Chioran – Francobollo Garibaldi
- Ennis Esmer – Komik
- Shane Daly – Policjant
- Denton Rowe – Mackerel
- Linette Robinson – Dana
- Kyle Saunders – Pucci
- Rothaford Gray – Dodo
- My Anh Tran – Julia
- Kenroy Allen – Sprzedający # 2
- Melissa Panton – Tancerka

## Wersja polska
Wersja polska: SDI Media Polska

Udział wzięli:
- Patrycja Kazadi – Galleria Garibaldi
- Zofia Jaworowska – Chanel Simmons
- Weronika Bochat – Dorinda Thomas
- Ewa Prus – Aquanette Walker
- Joanna Jeżewska – Dorothea Garibaldi
- Tomasz Sapryk – Jackal Johnson
- Barbara Zielińska – pani Bosco
- Elżbieta Jędrzejewska – Juanita Simmons
- Grażyna Barszczewska – Drinka
- Andrzej Blumenfeld – Francobollo Garibaldi
- Piotr Bajtlik – Derek
- Jakub Szydłowski – instruktor tańca
- Paweł Ciołkosz – marketingowiec #2
- Miłogost Reczek – strażak #1
- Katarzyna Tatarak – marketingowiec #1
- Grzegorz Kwiecień
- Joanna Pach
- Agnieszka Fajlhauer – instruktorka tańca
- Beata Łuczak
- Anna Wodzyńska – fryzjerka
- Zbigniew Konopka –
  - odźwierny,
  - strażak #2
- Krzysztof Szczerbiński
- Adam Pluciński
- Wojciech Chorąży – policjant
- Wit Apostolakis-Gluziński

W pozostałych rolach:
- Artur Pontek – Mackerel

i inni
Lektor: Artur Kaczmarski